# کون د کورت
کون د کورت (هلندی: Koen de Kort؛ زادهٔ ۸ سپتامبر ۱۹۸۲) دوچرخه‌سوار اهل هلند است.
از باشگاه‌هایی که در آن رکاب زده‌است می‌توان به تیم سانوب، تیم آستانه، تیم دوچرخه‌سواری رابوبانک دولوپمنت، تیم لوتوان‌ال–یومبو، و تیم ترک-سگافردو اشاره کرد.